# 欧特罗庇厄斯
欧特罗庇厄斯（英語：Eutropius (consul)，？—399年）拜占庭帝国宦官，皇帝阿卡狄乌斯（383年至408年在位）的权臣。他促使欧多克西亚与阿卡狄乌斯结婚，以打击政敌。395年达到权力颠峰。398年成功击败匈奴人入侵小亚细亚的企图，并于399年担任执政官，开始首次宦官专权。不久，在政治斗争中失败，被欧多克西亚等人流放至塞浦路斯，随即遭处决。今存诗人克劳迪安的两首与之相关的讽刺诗作。

## 扩展阅读
- J.B. Bury (1923). History of the Later Roman Empire: （页面存档备份，存于） see chapters Stilicho and Eutropius (A.D. 396‑397) （页面存档备份，存于） and Fall of Eutropius and the German Danger in the East (A.D. 398‑400) （页面存档备份，存于）. A full account.
- Claudian, in Eutropium. Book I （页面存档备份，存于）, Book II （页面存档备份，存于）.